# Ali Vardi Khan

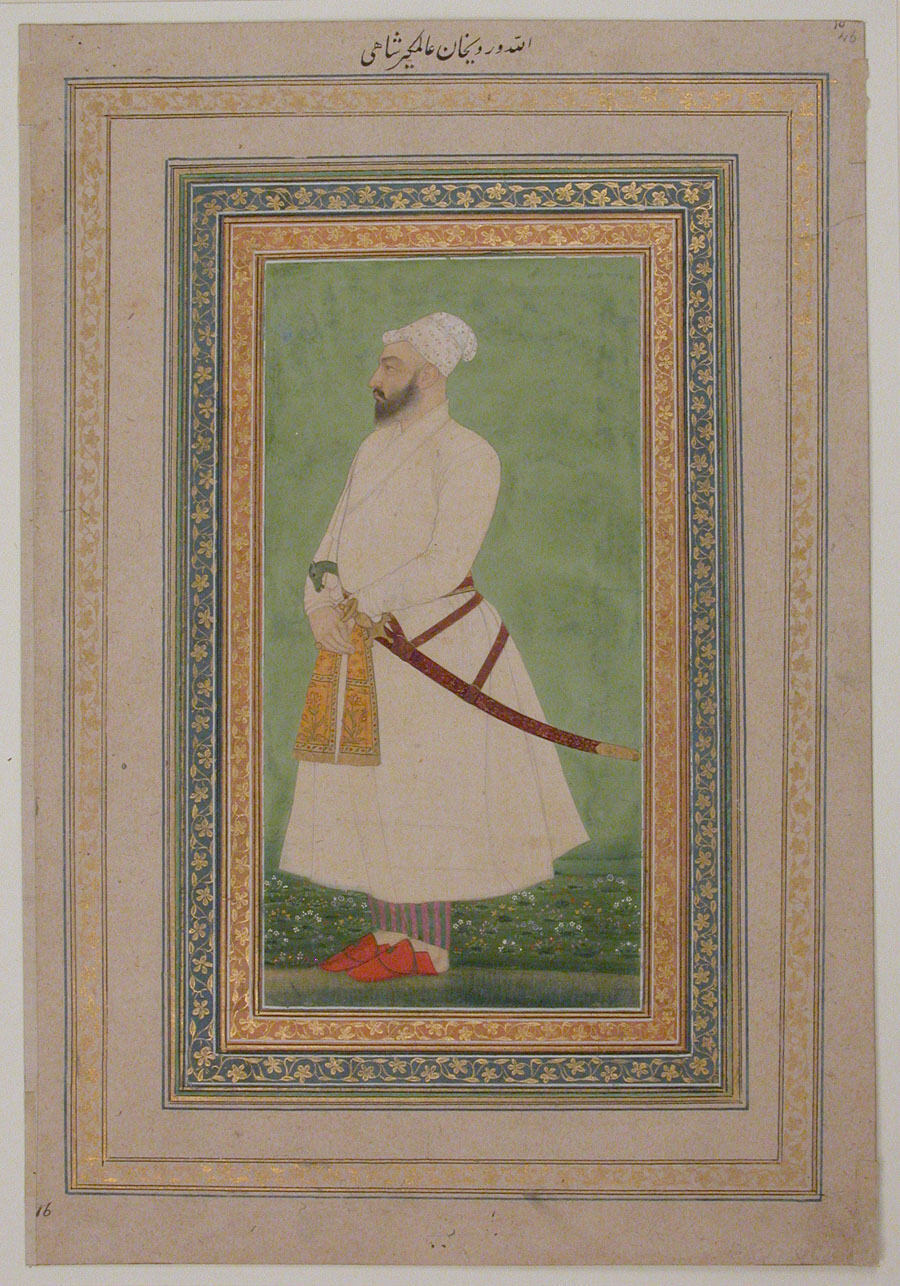
Ali Vardi Khan

Ali Vardi Khan, född 10 maj 1671, död 16 april 1756, var riksgrundare och furste (subadar) över Bengalen, Bihar och Orissa. 

## Liv
Ali Vardi Khan var en shiitisk muslim, vars förfäder från början kom från Turkiet. Hans far, Mirza Muhammad Madani, arbetade hos den indiska stormogulen Aurangzebs son, Azam Shah. Han anställde också Mirza Muhammad Madanis söner fram till sin död. Efter det föll familjen in i fattigdom. 
Detta gjorde att Muhammed Ali, som Ali Vardi Khan hette tidigare, fick posten som guvernör i Bihar. Lite senare lyckades han manövrera ut härskaren, och själv bli härskare över Bengalen.